# Microfabricación
La microfabricación se refiere al empleo de técnicas de miniaturización, esencialmente litografías, para producir circuitos integrados o sistemas microelectromecánicos (MEMS). Las técnicas empleadas para producir circuitos integrados son principalmente litografías de superficie. Para la fabricación de sistemas microelectromecánicos se usan principalmente variantes de las litografías de superficie llamadas genéricamente micromaquinación de superficie (Surface micromachining), litografías de volumen (Bulk micromachining) y litografía de rayos X (LIGA).

## Técnicas litográficas
Litografías de superficie
Estas son técnicas heredadas de la industria microelectrónica. En estas una serie de microcapas de diversos materiales son depositadas sobre un sustrato inicial por medio de técnicas de deposición de vapor (CVD Chemical Vapor Deposition). Tras cada capa depositada se lleva a cabo un proceso de litografiado de la capa, descrito a continuación:
1. Se añade una capa adicional de un polímero fotosensible por medio de cobertura por centrifugado (Spin-coating).
2. El polímero se somete a exposición de luz UV (Ultravioleta) a través de una máscara litográfica, que proyecta así su sombra sobre la capa de polímero. Las zonas expuestas a la luz UV se tornan más solubles.
3. Posteriormente un disolvente o grabador se hace fluir sobre la oblea, disolviendo así el polímero en las zonas expuestas a la luz UV y dejando las zonas no expuestas.
4. Para terminar se aplica un nuevo disolvente que elimine el material expuesto sin atacar al polímero. De esta manera sólo las zonas expuestas de la microcapa desaparecen, dejando las zonas resguardadas por el polímero y transfiriéndose así a la microcapa el patrón que aparece en la máscara.
5. Se aplica un proceso (normalmente químico) de pelado, con el fin de eliminar el polímero restante.
6. Se deposita una nueva capa del material, y se vuelve al paso 1.

En la fabricación de MEMS (ver más arriba), se depositan normalmente capas alternadas de polisilicio y fosfosilicato vítreo. El polisilicio actúa como material estructural y el fosfosilicato como material sacrificial. Una vez completa la serie de deposiciones+litografiados el material sacrificial se disuelve con un último tipo de disolvente, dejando así sólo el material estructural (polisilicio) con huecos intermedios en los lugares ocupados anteriormente por el material sacrificial.